# Riley Ann Sawyers
 (mai 2021).
Riley Ann Sawyers (11 mars 2005 - 24 juillet 2007) est une fillette américaine de 2 ans battue à mort par sa mère Kimberly Dawn Trenor et son beau-père Royce Zeigler dans un filicide. Son corps a été retrouvé plus tard sur les rives de la baie de Galveston au Texas.
La police n'a pas pu identifier immédiatement les restes en raison de leur décomposition. L'identité de Riley Ann a été confirmée lorsque sa grand-mère paternelle, Sheryl Sawyers, a averti la police après avoir vu un portrait robot. Ses restes ont ensuite été positivement identifiés par des tests ADN le 30 novembre 2007.